# Bank Street (stadion)
Bank Street, kendt i en periode som Bank Lane, var et multisportstadion i Clayton, Manchester. Det blev for det meste brugt til fodboldkampe. Det var Manchester United F.C.s (kendt på daværende tidspunkt som Newton Heath Football Club) anden hjemmebane, efter de skiftede fra North Road, hvilket de forlod i 1893. Stadionet har en mulig kapacitet på omkring 50.000, men klubben forlod igen stadionet i 1910, hvor de skiftede til det nuværende, Old Trafford.